# ساکت (توپ)

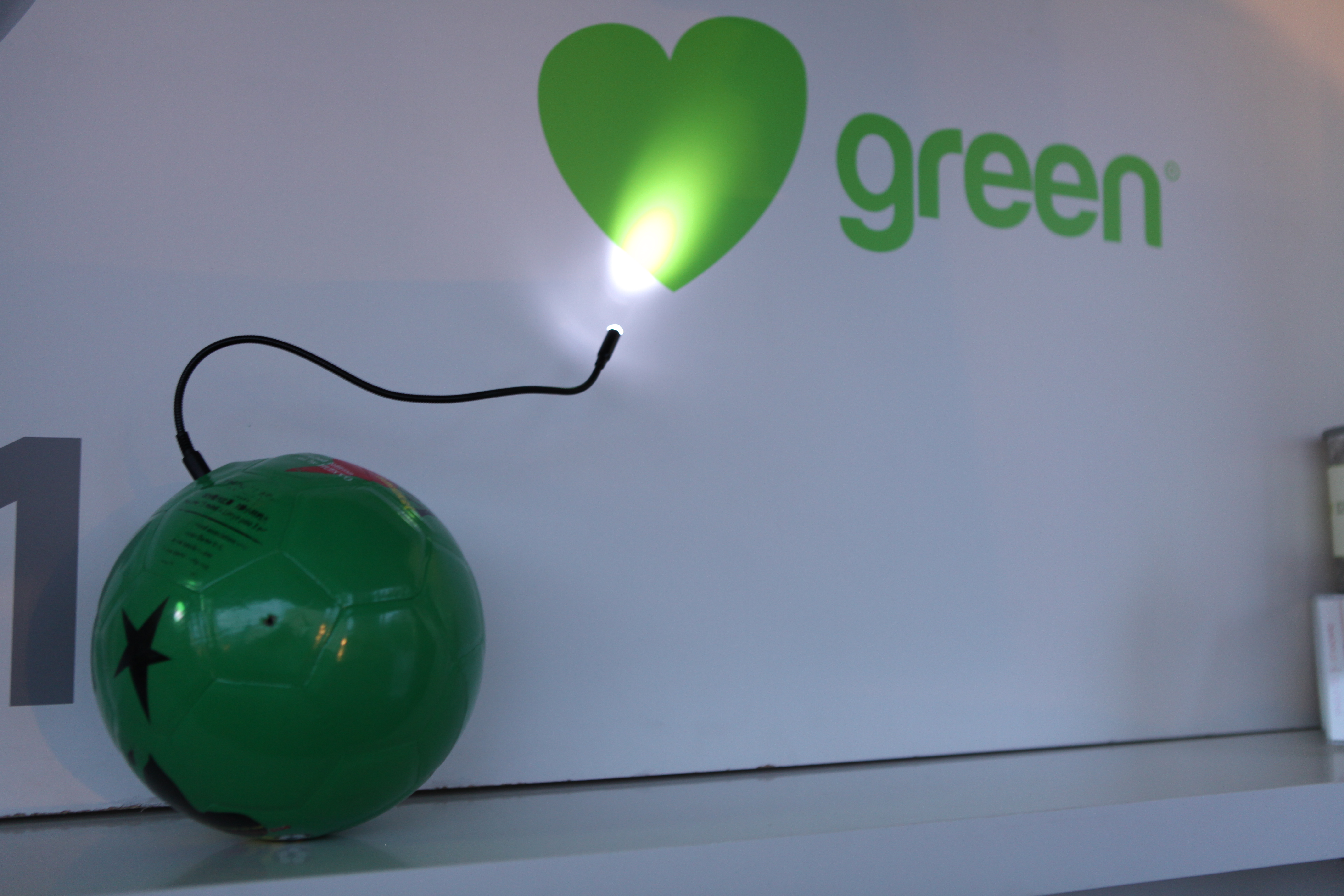
تصویری از توپ ساکت بال

ساکت یک توپ فوتبال است که در یک بازی انرژی رو مهار و ذخیره می‌کند برای استفاده‌های بعدی به عنوان یک منبع انرژی قابل حمل در محیط‌های کم انرژی.این توپ محصولی شاخص گنجانده شده در یک بازی نامعلوم است.

## تاریخچه
جسیکا لین، جولیا سیلورمن، جسیکا ماتیوز، همالی تکار که در آن زمان دانشجوی دانشگاه هاروارد بوده‌اند و آویوا پرسر که دانشجوی فارغ‌التحصیل دانشگاه هاروارد بود، به عنوان اولین مخترعان این محصول در فهرست اختراعهای اولیه ثبت شدند. نمونه‌های اولیه این توپ برای اولین بار در رسانه‌ها در اوایل سال ۲۰۱۰ ظاهر شدند.
تولید انبوه نسخه اولیه این توپ زاییده افکاری خیالی در یک بازی نامعلوم بود. این اقدام مهم اجتماعی توسط دو نفر از مخترعان اصلی جسیکا ماتیوز و جولیا سیلورمن انجام شد.

## واکنش رسانه‌ها
ساکت امتیاز «استعداد» و «روشنفکری» را از یک چهارم «جمعیت ماتریس» نیویورک را برای یک هفته در هشتم فوریه سال ۲۰۱۰ بدست آورد.
گزارش داده شده است که ساکت پس از اولین استفاده توسط دریافت کنندگانش به سرعت شکسته شده است..

## دیگر مطالعه‌ها
- Boyd, Clark (18 February 2010). "sOccket: Soccer Ball by Day, Light by Night". Discovery News. Discovery.
- "Coming soon: A football that powers cell phone". Economic Times. 6 July 2010.
- VanHemert, Kyle (12 June 2010). "A Soccer Ball To Light Up Developing Nations". Gizmodo.
- Trainer, Mark (7 October 2014). "Soccer ball by day, reading light by night". ShareAmerica.